# 斧突球屬
斧突球屬（学名：Pelecyphora），又名有斧屬或斧足球屬，是源自墨西哥的一屬仙人掌。
斧突球屬具有醫藥療效，可以像烏羽玉般有迷幻成份。

## 分類
松球玉屬或銀牡丹屬（Encephalocarpus）是斧突球屬的異名。以下是斧突球屬的物種：
- 精巧丸（P. aselliformis）[1]
- 銀牡丹（P. strobiliformis）